# Adoració dels pastors (Poussin)

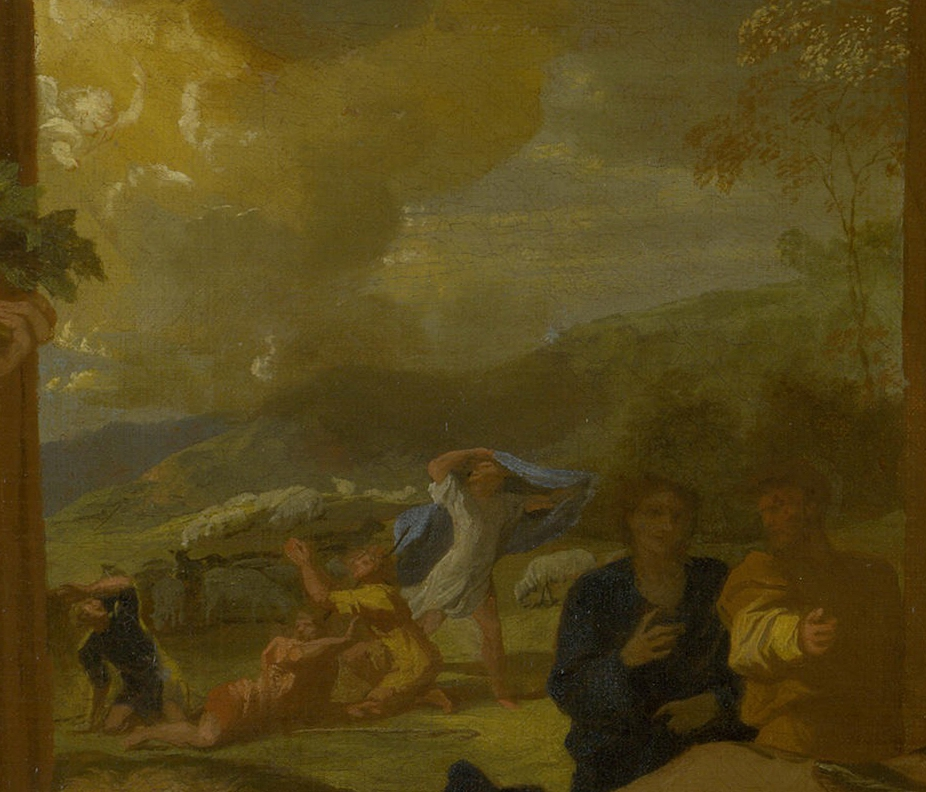
Detall amb l'Anunciació als Pastors de lluny.

L'adoració dels pastors és una pintura de 1633-34 feta pel pintor francès Nicolas Poussin (1594-1665), conservada en la National Gallery de Londres (Sala 19). Es tracta d'un oli sobre tela de 97,2 per 74 centímetres. Inusualment, l'obra és signada per Poussin, amb un "N. Pusin.fe" ["fecit"] ubicat a la part inferior dreta. El 1637, poc després de ser pintat, va ser posseït pel cardenal Joan Carles de Mèdici (1611-1663), el segon fill del Duc Cosme II de Mèdici i va ser ubicat a la vil·la que tenia als afores de Florència.